# TINF2
TINF2‏ (TERF1 interacting nuclear factor 2) هوَ بروتين يُشَفر بواسطة جين TINF2 في الإنسان.